# 早稲田大学プロパティマネジメント
早稲田大学プロパティマネジメント（わせだだいがくプロパティマネジメント）は、東京都新宿区西早稲田に本社を置く企業。

## 概要
1948年創業。早稲田大学グループの一員として業務を行う。早稲田大学の用地取得、建設、管理運営、清掃、警備などの質の高いサービスを低価格で提供する。早稲田大学ではTEAM WASEDAという組織を結成して業務を行っている。早稲田祭ではTEAM WASEDAに所属する学生アルバイトが、ステージでパフォーマンスを行っている。
早稲田大学高等学院には大隈重信の「男は掃除をせずに勉強しろ」という言葉から生徒による掃除の時間が存在せず、TEAM WASEDAが掃除を行っている。